# Abbazia di Campoleone
L'abbazia di Campoleone fu fondata, alla fine del X secolo, dal marchese Ugo II di Toscana, per la madre Willa e dotata di estesi territori nella zona di Arezzo, Valdarno e Casentino. Nel Casentino controllava la riva destra dell'Arno, dove passava la via "Casentinensis maior" fino a Fronzola che era il possedimento più a nord della suddetta abbazia.
L'abbazia era dedicata a San Gennaro e si trovava sulla riva destra dell'Arno, nelle vicinanze dell'attuale Castelluccio di Capolona, abbastanza vicina alla città di Arezzo. Si ha una conferma dei beni data da re Corrado II nel 1026,. ripetuta da Federico I Barbarossa, stando il 1º luglio 1161 a Lodi, per l'abate Ugo.
Nel 1165 l'anonimo abate seguì con altri scismatici Cristiano Cancelliere di Federico I Barbarossa, che dalla Toscana scendeva nel Lazio, sottomettendo le popolazioni e devastando castelli ostili come Castro e Cisterna. Il tre giugno 1165 si ritrovarono tutti presso Anagni, città che non poterono prendere. Qui Cristiano rilasciò un diploma in favore di Franciano abate di Sansepolcro.